# 103rd Street (métro de New York)
103rd Street est une station, établie en souterrain, de la ligne d'infrastructure IRT Broadway-Seventh Avenue du métro de New York. Elle est située, à l'intersection West 103rd Street & Broadway, quartier Morningside Heights de l'Upper West Side, dans l'arrondissement de Manhattan, de la ville de New York aux États-Unis.
C'est une station historique ouverte, par l,Interborough Rapid Transit Company (IRT), en 1904. Exploitée par la New York City Transit Authority depuis 1940, elle est desservie, jours et nuits, par les rames du service 1 (rouge) du métro.

## Situation sur le réseau

Plan du métro de New York (2009)

### Infrastructure
Établie en souterrain, 103rd Street, est une station de la ligne d'infrastructure du métro IRT Broadway-Seventh Avenue. Elle est située entre la station Cathedral Parkway – 110th Street, en direction du terminus nord, et la station 96th Street, en direction du terminus sud.

### Service desserte
La station 103rd Street est une station du service de desserte 1 du métro de New York : elle est située entre la station Cathedral Parkway – 110th Street, en direction du terminus nord Van Cortlandt Park – 242nd Street, et la station 96th Street, en direction du terminus sud South Ferry – Whitehall Street.

## Services aux voyageurs

### Desserte

Céramique
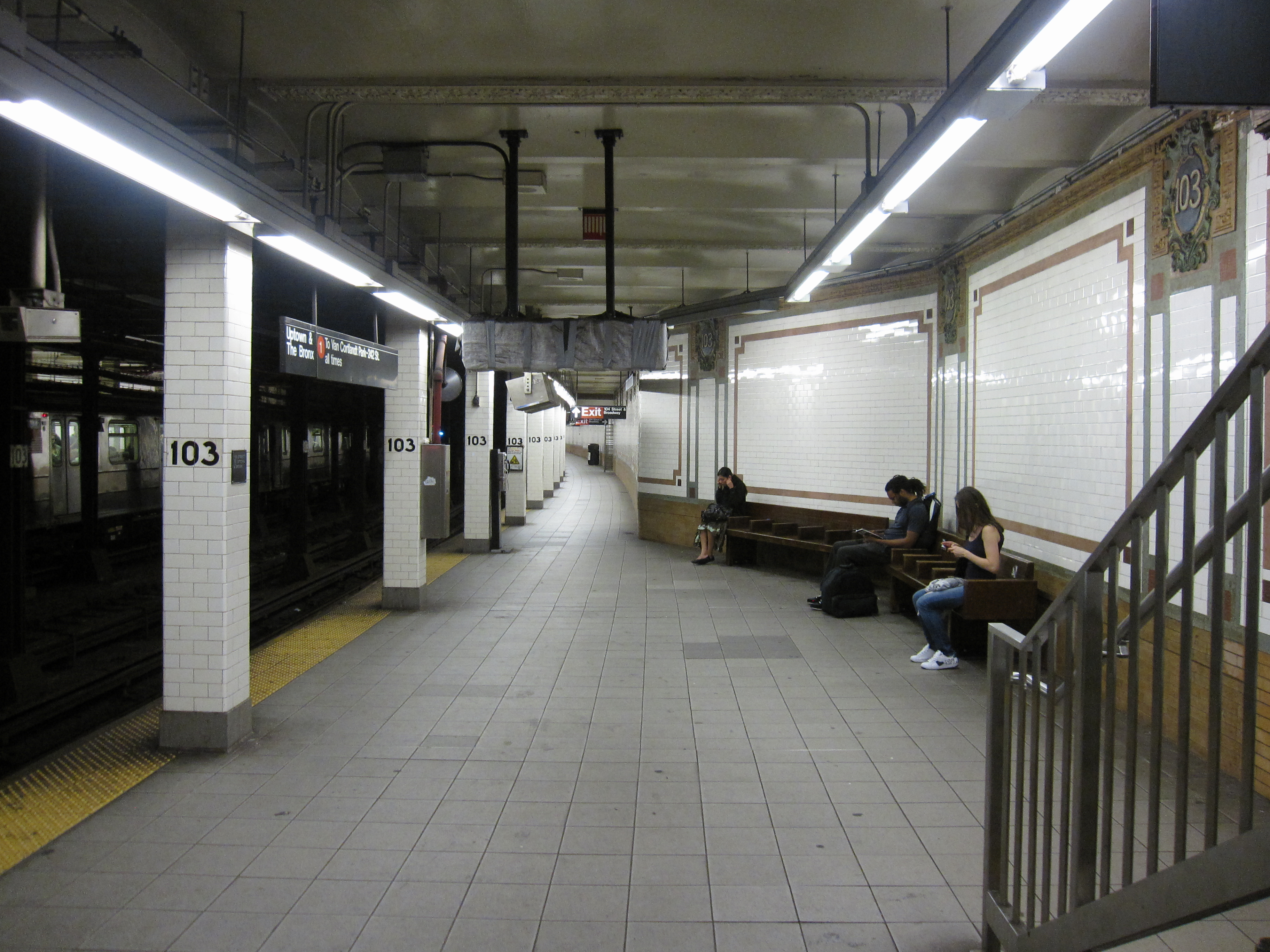
En 2010.
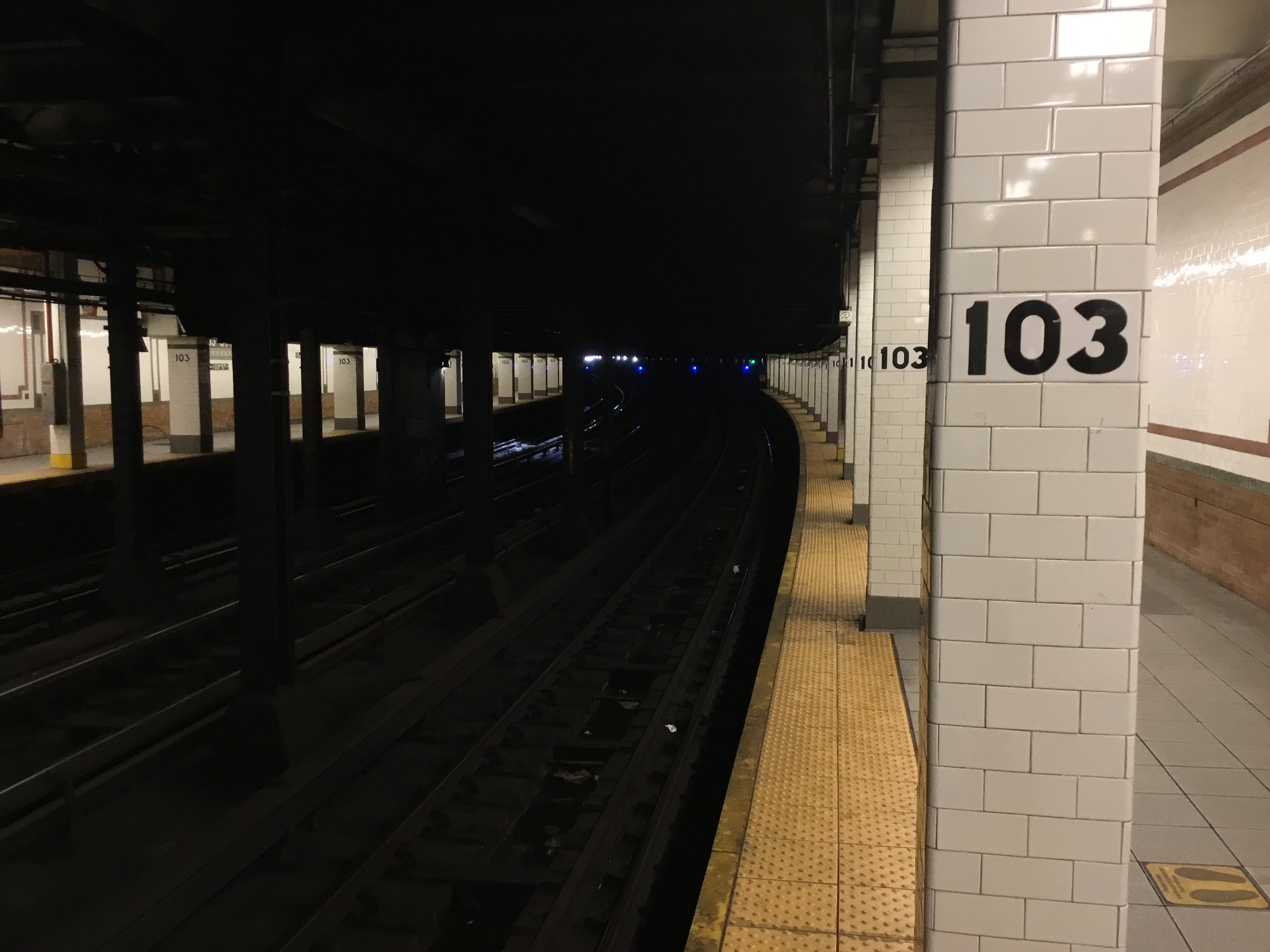
En 2022.
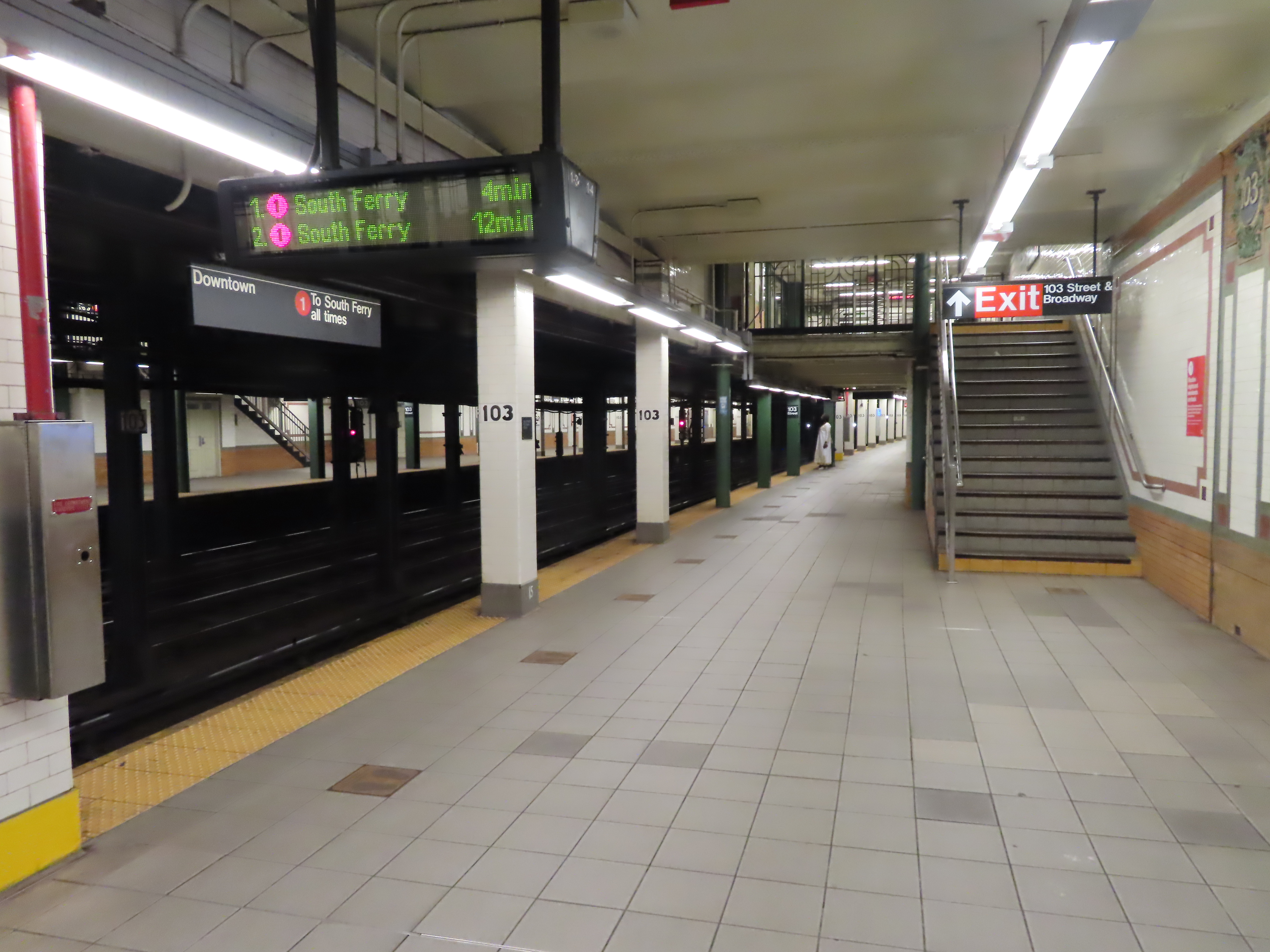
En 2021.

## Patrimoine ferroviaire

Céramique
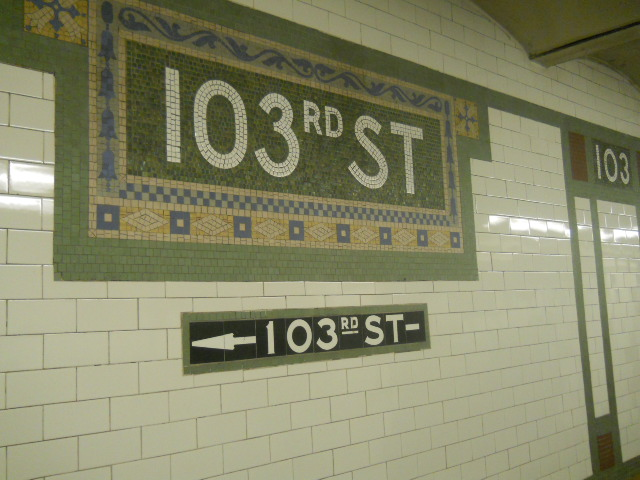
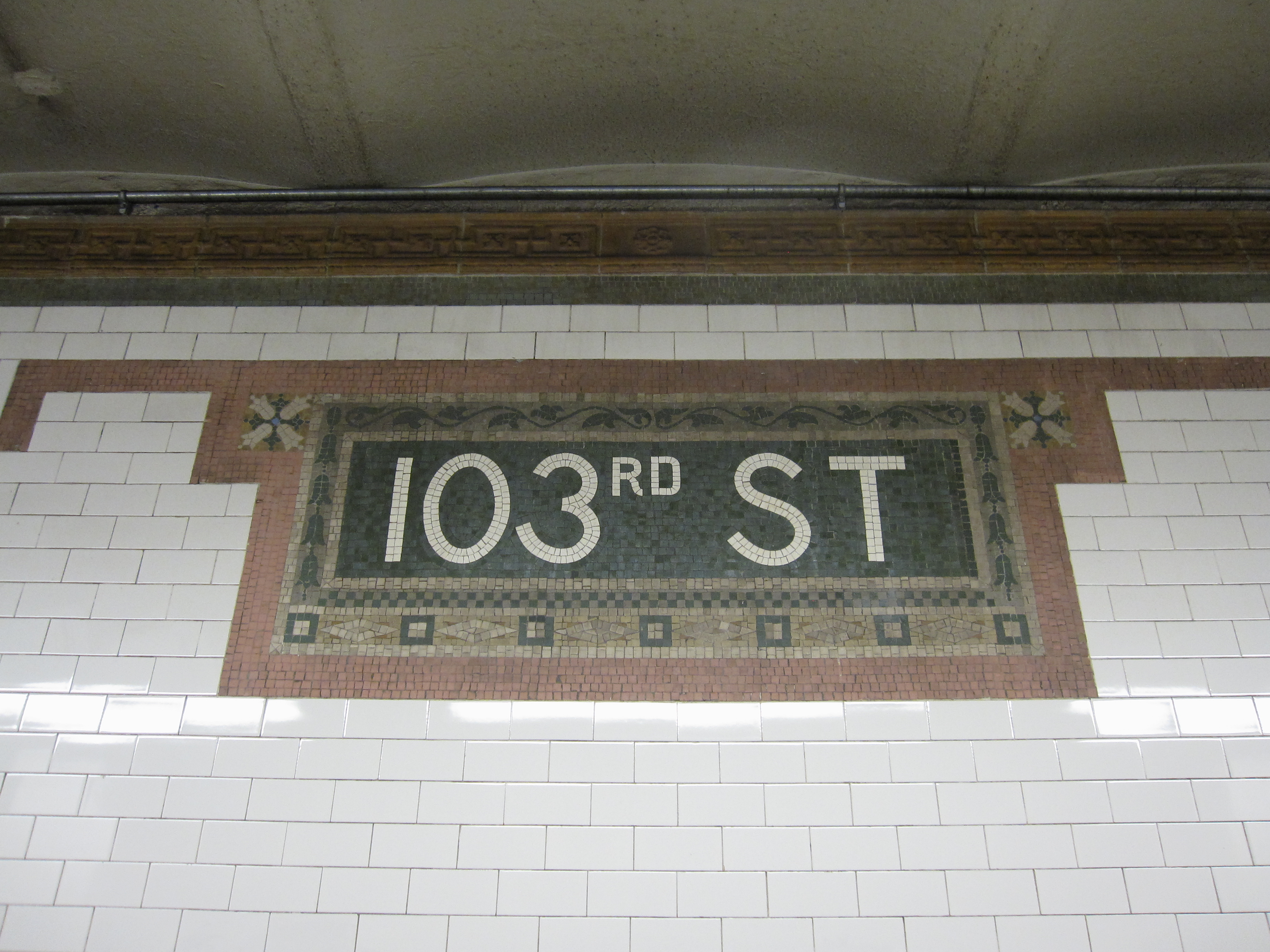
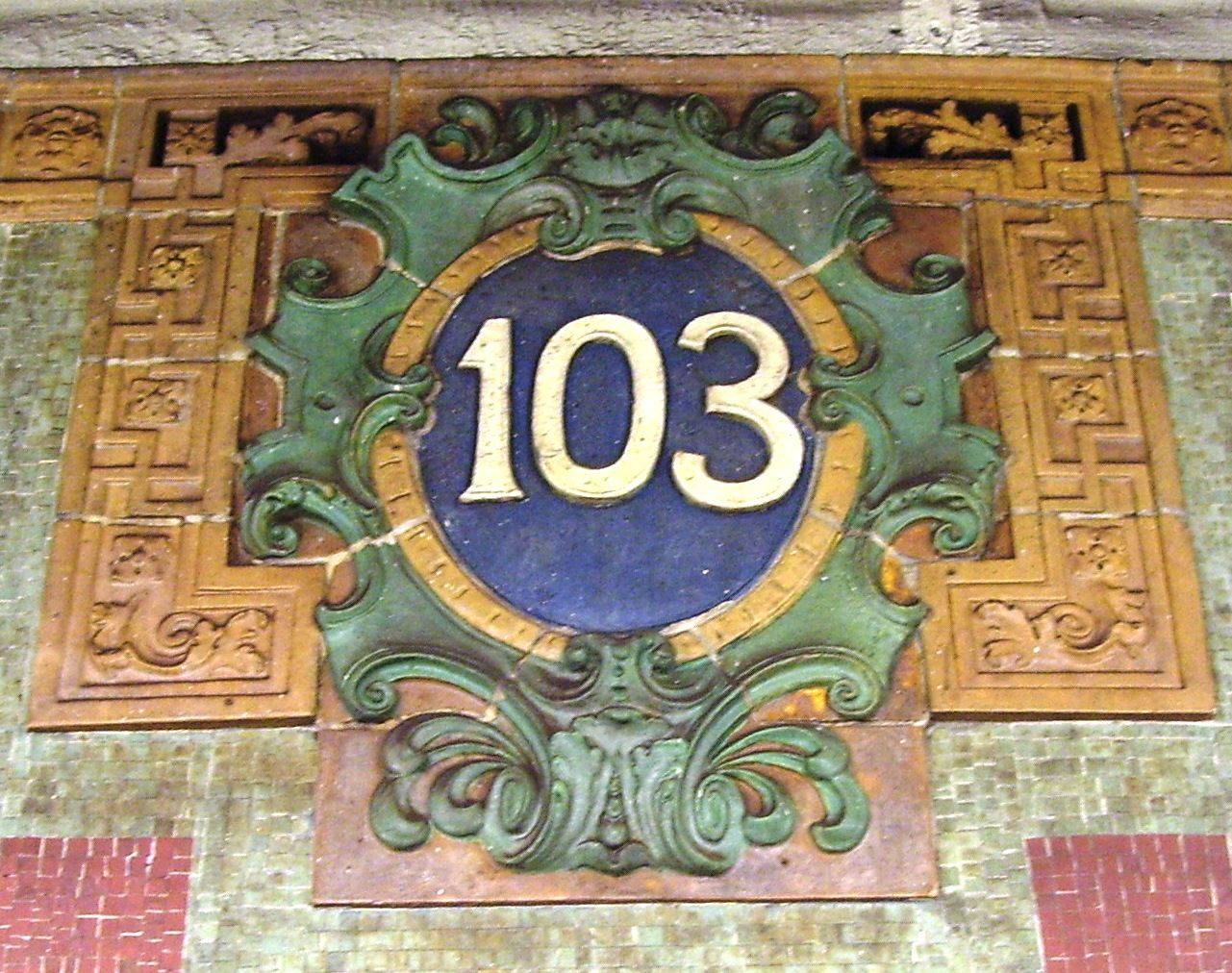